# Freddie, agent 07
Freddie, agent 07 (títol original: Freddie as F.R.0.7) és una pel·lícula d'animació britànica escrita i dirigida per Jon Acevski. Es va estrenar l'estiu de 1992. Ha estat doblada al català.

## Argument
Freddie és un príncep convertit en granota. De l'alçada d'un home i amb uns poders especials heretats del seu pare, la granota Freddie es llança al món per lluitar contra el mal i acaba per convertir-se en l'Agent 07, l'heroi del servei secret
A Londres, els monuments històrics comencen a desaparèixer uns després dels altres. Desemparat, el govern britànic es decideix a actuar cridant al millor agent secret: Freddie, alies F.R.0.7.

## Repartiment
- Ben Kingsley: Freddie
- Edmund Kingsley: Freddie jove
- Jenny Agutter: Daffers
- Brian Blessed: El Supremo
- Billie Whitelaw: Messina
- John Sessions: Scotty
- Phyllis Logan: Nessie
- Nigel Hawthorne: Brigadier G
- Michael Hordern: el pare de Freddie
- Victor Maddern: el vell corb
- Jonathan Pryce: Trilby
- Adrian Della Toca: el narrador

## Rebuda
Estrenada l'agost de 1992, Freddie, agent secret només va generar 1,119 milions de dòlars de recaptació (o sigui l'equivalent d'aproximadament 100.000 entrades). Un resultat més que modest, que pot explicar-se pel fet que el llargmetratge va ser produït per una societat independent (Hollywood Road Film Produccions), el « pes del màrqueting » de la qual no és evidentment el mateix que el d'una societat com la Walt Disney Pictures. A més, l'any 1992 és el cor del que s'anomena la « segona edat d'or » dels estudis Disney, un període durant la qual han estrenat llargmetratges com la Petita Sirena, Aladdin o El Rei lleó. Freddie d'altra banda ha aparegut poc de temps després d'un dels més grans èxits de l'estudi, La bella i la Bèstia (estrenada el novembre de 1991).
D'altra banda, el film ha estat pobrament acollit per la critica. I no ha tingut cap indulgencia del part dels espectadors: a IMDb, la seva ràtio global és de 4,8/10 (sobre una base de 312 parers). Al lloc Rotten Tomatoes, Freddie, no té cap critica, prova que el llargmetratge ha conegut un fracàs real. A Allociné, per contra, els internautes li atribueixen una mitjana de 3/5, sense ser significativa tanmateix atès que només es recullen quatre critiques.

## Banda original
- George Benson i Patti Austin – I’ll keep your dreams alive
- Phyllis Logan – Shy Girl
- Grace Jones – Evilmainya
- Asia – Lay down your arms
- Boy George – Fear not the sword my so
- Holly Johnson – FR 07